# ماوريزيو لانزارو
ماوريزيو لانزارو (بالإيطالية: Maurizio Lanzaro) (14 مارس 1982 بأفيلينو في إيطاليا - ) هو لاعب كرة قدم إيطالي في مركز الدفاع. شارك مع منتخب إيطاليا تحت 18 سنة لكرة القدم ومنتخب إيطاليا تحت 20 سنة لكرة القدم ومنتخب إيطاليا تحت 21 سنة لكرة القدم. أما مع النوادي، فقد لعب مع ريال سرقسطة ونادي إمبولي ونادي باليرمو ونادي جنوى ونادي روما ونادي ريجينا ونادي ساليرنيتانا ونادي فوجيا وهيلاس فيرونا وكوسينزا كالشيو وCosenza Calcio 1914 ‏ ويوفي ستابيا.

## روابط خارجية
- ماوريزيو لانزارو على موقع قاعدة بيانات كرة القدم.إي يو (الإنجليزية)
- ماوريزيو لانزارو على موقع Soccerway.com (الإنجليزية)
- ماوريزيو لانزارو على موقع عالم كرة القدم.نت (الإنجليزية)
- ماوريزيو لانزارو على موقع AS.com (الإسبانية)